# تنگ (گرمی)
تنگ یک روستا در ایران است که در استان اردبیل واقع شده‌است. تنگ ۱۸۷ نفر جمعیت دارد.
گفته می شود آقای سعید مختاری داماد این روستا بوده و او با یک خانواده ی مذهبی وصلت کرده است. این وصلت اختلاف چند صد ساله ی اهالی درگاهلو و تنگ را به فراموشی سپرده است. انتزاع روستای درگاهلو از بخش اونگوت و الصاق آن به بخش مرکزی گرمی نیز مردم روستاهای درگاهلو و تنگ را تا حدودی به هم نزدیک کرده است.